# 小売商業調整特別措置法
小売商業調整特別措置法（こうりしょうぎょうちょうせいとくべつそちほう、昭和34年4月23日法律第155号）は、小売市場の過当競争防止に関する日本の法律である。

## 概要
小売市場の過当競争防止を目的に、購買会事業に対する規制、小売市場の許可、中小小売商と他者との間の紛争についての主務大臣や知事が調整等について介入する権限が規定されている。